# Saint-Bonnet-près-Orcival
Saint-Bonnet-près-Orcival – miejscowość i gmina we Francji, w regionie Owernia-Rodan-Alpy, w departamencie Puy-de-Dôme. Nazwa miejscowości pochodzi od imienia św. Boneta.
Według danych na rok 1990 gminę zamieszkiwały 414 osoby, a gęstość zaludnienia wynosiła 28 osób/km² (wśród 1310 gmin Owernii Saint-Bonnet-près-Orcival plasuje się na 459. miejscu pod względem liczby ludności, natomiast pod względem powierzchni na miejscu 634.).